# 迦太基 (密蘇里州)
迦太基（英語：Carthage）是美国密苏里州贾斯珀县的一个城市。截至2020年人口普查，该城镇的人口为15,522人。它是贾斯珀县的县城，也被称为“美国的枫叶城”。该市以本地特产的大理石而闻名。

## 历史
贾斯珀县于1841年成立，迦太基被选为县城，并于1842划定城镇。该城市以古迦太基（突尼斯湖东侧的一座古城，就是现在的突尼斯）命名。
到美国内战爆发时，这里已有500多名居民，由于该市地理位置和自然条件适合种植园经济，因此该地属于密苏里州实施奴隶制的地区（密苏里州虽然是蓄奴州，但其北部靠近艾奥瓦的地区并不适合种植棉花等高人力需求作物，因此并没有太多奴隶，也不倾向于支持南方邦联），县内的黑人人口几乎都是奴隶，因此当地很多庄园主和富裕白人支持南方邦联。但密苏里州最终选择效忠联邦政府，这导致迦太基及其所在的贾斯珀县成为两军对垒的前线。
南北战争期间先后有两次战役发生在迦太基附近，第一次迦太基之战发生于1861年7月5日，是来自圣路易斯的联邦军队与亲南方的密苏里州州长克莱伯恩·福克斯·杰克逊领导的南方邦联军队之间的冲突。第二次迦太基战役发生于1863年10月，当时联邦军队在城镇以北与南方邦联军队对峙，迫使他们返回阿肯色州。在整个战争期间，该镇经历了小规模冲突和袭击；1864年9月，支持南方联盟的游击队烧毁了该市的大部分地区。
战后该市得到迅速发展，1872年联通了铁路，当地经济开始繁荣。当地制造业企业Leggett & Platt成立于1883年，现已成为财富500强公司，其总部仍设在迦太基。迦太基附近的铅矿和石灰石采石场也给这座城市贡献了巨大的财富，迦太基成为该地区最繁荣的城镇之一。与此同时居民们把钱投入到华丽的维多利亚风格的房屋中，其中许多现在是迦太基南区的一部分，该区于1982年被列入国家历史名胜名录。
许多当地建筑均建于19世纪末和20世纪初，采用当地采石场的石材建造。这种石灰石的硬度足以抛光成“迦太基大理石”，并被用于密苏里州杰斐逊市州议会大厦的内部和外部。这些采石场今天被称为迦太基地下，这是一个商业空间，仅利用了附近广阔的未知采石场的一小部分。
1920年代，66号国道和71号高速公路的开通将旅游业和公路运输业带到了迦太基，这使得城市得以继续迅速发展。

## 地理位置
迦太基位于密苏里州西南部，位于欧札克高原西方，最近的都会区为乔普林都会区，乔普林位于其西南约12英里处，另一个城市尼奥肖位于其以南约17英里处。根据美国人口普查局的数据，该市总面积为11.69平方英里（30.28平方公里），其中1.65平方英里（30.17平方公里）为陆地，0.04平方英里（0.10平方公里）为水域。

## 经济
该地区的主要雇主包括总部位于该镇的财富500强制造家用耐用品的Leggett & Platt公司、HE Williams, Inc.（商业和工业照明灯具制造商）、Otts Foods、 Schreiber Foods和Goodman制造业（全部生产各种食品）和the Carthage Underground，它以前是采石场，现在作为各种产品的气候控制存储区。迦太基在20世纪初因细粒、极其致密的灰色石灰石“迦太基大理石”而闻名，这种大理石产自该矿，被用于美国各地的众多公共建筑，包括杰斐逊市的州议会大厦和贾斯珀县法院。
位于迦太基的戴诺诺贝尔工厂是北美唯一一家生产炸药的工厂。

## 人口
| 调查年                | 人口   | 备注 | %±    |
| --------------------- | ------ | ---- | ----- |
| 1880                  | 4,167  |      | —     |
| 1890                  | 7,981  |      | 91.5% |
| 1900                  | 9,416  |      | 18.0% |
| 1910                  | 9,483  |      | 0.7%  |
| 1920                  | 10,068 |      | 6.2%  |
| 1930                  | 9,736  |      | −3.3% |
| 1940                  | 10,585 |      | 8.7%  |
| 1950                  | 11,188 |      | 5.7%  |
| 1960                  | 11,264 |      | 0.7%  |
| 1970                  | 11,035 |      | −2.0% |
| 1980                  | 11,104 |      | 0.6%  |
| 1990                  | 10,747 |      | −3.2% |
| 2000                  | 12,668 |      | 17.9% |
| 2010                  | 14,502 |      | 14.5% |
| 2020                  | 15,522 |      | 7.0%  |
| U.S. Decennial Census |        |      |       |

迦太基目前是乔普林都会区的一部分，2020 年美国人口普查统计迦太基有15,522人、5,209户、3,458个家庭。人口密度为每平方英里1,303.3人（503.3/平方公里）。共有5,763套住房，平均密度为每平方英里483.9套（186.9套/平方公里）。种族构成为 62.83%（9,753人）为白人、1.35%（210人）为黑人或非裔美国人、1.84%（285人）为美洲原住民、1.23%（191人）为亚洲人、0.51%（79人）为太平洋岛民、24.14%（3,747人）来自其他种族，8.1% (1,257人) 来自两个或更多种族。西班牙裔或拉丁裔（任何种族）占总人口的31.0% (4,561人)。